# Конвой № 3516
Конвой № 3516 — японський конвой часів Другої світової війни, проведення якого відбувалось у травні 1943 року.
Пунктом призначення конвою був атол Трук (Чуук) у центральній частині Каролінських островів, де ще до війни створили потужну базу японського ВМФ, з якої до лютого 1944 року провадились операції у цілому ряді архіпелагів. Вихідним пунктом став розташований у Токійській затоці порт Йокосука (саме звідси традиційно вирушала більшість конвоїв на Трук).
До складу конвою увійшли судна «Шоєй-Мару» (1986 GRT, раніше рахувався як допоміжний канонерський човен, проте навесні 1943-го перекласифікований у військовий транспорт), «Харуна-Мару» і «Тайто-Мару», тоді як ескорт забезпечував переобладнаний канонерський човен «Чоун-Мару».
Загін вийшов із Йокосуки 16 травня 1943 року. Його маршрут пролягав через кілька традиційних районів патрулювання американських підводних човнів, які зазвичай діяли поблизу східного узбережжя Японського архіпелагу, біля архіпелагу Оґасавара та Маріанських островів і, нарешті, на підходах до Труку. Враховуючи це, 22 травня в районі за 400 км на північний захід від північних Маріанських островів до конвою приєднався додатковий ескорт у складі переобладнаного канонерського човна «Шоєй-Мару» (3580 GRT) та переобладнаного патрульного корабля «Кьо-Мару № 8» (Kyo Maru No. 8). Тієї ж доби «Кьо-Мару № 8» відокремився та повів «Тайто-Мару» на Сайпан (Маріанські острови), а от «Шоєй-Мару» ескортував загін до 24 травня. Після цього переобладнаний канонерський човен також попрямував назад до Маріанського архіпелагу, ескортуючи тепер конвой з Труку на Сайпан.
28 травня 1943 року конвой № 3516 успішно прибув на Трук.